# Agroeca istia
Espèce
Agroeca istia est une espèce d'araignées aranéomorphes de la famille des Liocranidae.

## Distribution
Cette espèce est endémique de Navarre en Espagne,. Elle se rencontre dans les Bardenas Reales.

## Description
Le mâle holotype mesure 4,03 mm et la femelle paratype 4,72 mm, les mâles mesurent de 3,34 à 4,43 mm et les femelles de 4,49 à 4,99 mm.

## Publication originale
- de Biurrun, Barrientos & Baquero, 2021 : « A new species of Agroeca Westring, 1861 from Navarra, Spain (Araneae: Liocranidae). » Zootaxa, no 4941(1), p. 84-90.